# Urmila Ramlagansing

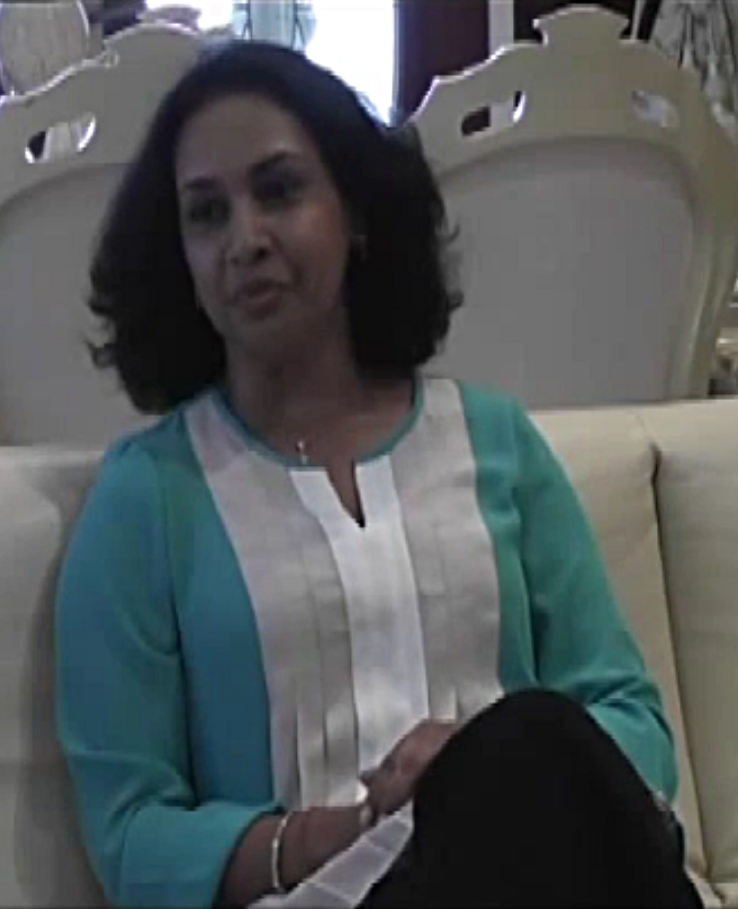
Urmila Ramlagansing in 2014

Urmila Ramlagansing, voorheen geheten Urmila Joella-Sewnundun (8 juli 1968), is een Surinaams politicus en diplomaat.

## Biografie
Ze slaagde als meester in de Rechten en, later in 2019, als master in Management aan de Open Universiteit.
Rond 1990 werd ze lid van de Vooruitstrevende Hervormings Partij (VHP). Van 1998 tot 2011 was ze lid tevens tweede secretaris van het hoofdbestuur van de VHP. In 2011 werd ze benoemd tot voorzitter van de adviesraad van de VHP. In 2016 werd zij gekozen als ondervoorzitter van het hoofdbestuur van de VHP.
Na de vervroegde verkiezingen van 2000 kwam het Nieuw Front, waar de VHP deel van uitmaakt, weer terug in de regering en in het nieuwe kabinet-Ronald Venetiaan werd Joella-Sewnundun op de leeftijd van 32 jaar benoemd tot minister van Binnenlandse Zaken. Zij is de eerste Hindoestaanse vrouw benoemd tot minister in Suriname.
Begin december 2006 werd Urmila Joella-Sewnundun in Paramaribo beëdigd als ambassadeur en op 20 december overhandigde ze haar geloofsbrieven aan koningin Beatrix. En hiermee werd zij de eerste vrouwelijke ambassadeur op deze voor Suriname belangrijke diplomatieke post. Ze was mede geaccrediteerd als niet-residerend ambassadeur voor het Verenigd Koninkrijk, het Vaticaan en Duitsland.
Alhoewel ze na de verkiezingen in 2010 het ministerschap kon continueren als minister van Binnenlandse Zaken dan wel als minister van Justitie en Politie, bedankte ze daarvoor.
In september 2020 is Urmila Ramlagansing benoemd als lid en vervolgens gekozen als Vice-voorzitter van de Staatsraad.